# Corydoras
Il genere  Corydoras comprende 145 specie di pesci d'acqua dolce, appartenenti alla famiglia Callichthyidae.

## Distribuzione e habitat
Queste specie sono diffuse nelle acque dolci fluviali del Sudamerica. Abitano ambienti diversi.

## Descrizione
Tutte le specie del genere Corydoras sono caratterizzate da un corpo tozzo e compresso ai fianchi, entrambi protetti da una corazza composta da 2 file di placche disposte verticalmente. La testa è tondeggiante e massiccia, assume con il muso una forma conica (di profilo appare triangolare): la bocca presenta 2 paia di barbigli sensoriali ai lati, con funzione di scovare il nutrimento tra gli anfratti ed il substrato. Questa operazione è possibile grazie alla presenza di papille gustative situate proprio sui barbigli, così da poter trovare detriti organici commestibili anche in acque con notevole torbidità e per la presenza di fibre muscolari che li rendono mobili, utili proprio per scavare, estrarre vermi ed altri organismi vegetali ed animali dal fondo sabbioso. La conformazione della bocca funge per alcune specie anche da ancoraggio (imitando una ventosa) in caso di forte corrente.
Le pinne dorsali e le pettorali sono dotate di aculei robusti con funzioni di difesa. La pinna caudale è piuttosto tozza, con margine bilobato e leggermente inciso.
Le dimensioni variano da 3 a 15 cm a seconda delle specie.
Una caratteristica tipica di questo genere è la capacità d'integrare la carenza di ossigeno disciolto nell'acqua con l'ossigeno atmosferico grazie ad una evoluzione dell'intestino: questo organo infatti risulta essere notevolmente vascolarizzato e presenta l'endotelio più sottile nella parte posteriore, ciò permette al pesce di ingerire aria con la bocca facendo una puntata verso la superficie esterna dell'acqua che viene così ad ossigenare il sangue. L'anidride carbonica viene espulsa dall'orifizio anale.
Affine è il genere Brochis (3 specie), che presenta aspetto simili ma più tozzi, robusti e con pinna dorsale provvista di un maggior numero di raggi molli.

## Alimentazione
I Corydoras hanno dieta onnivora.

## Acquariofilia
Molte specie del genere Corydoras sono ampiamente allevate in acquariofilia, in special modo Corydoras aeneus e Corydoras paleatus. Vengono inseriti in vasca sia per la loro utile funzione di spazzini (cibandosi anche del mangime avanzato dai pesci che vivono negli strati superiori della vasca, e arrivato al fondo), sia per il loro comportamento attivo che smuove la superficie del fondo dell'acquario. Ciononostante, è sempre necessario integrare l'alimentazione con cibo specifico (pastiglie di mangime affondanti e piccoli animali bentonici congelati o vivi). Essendo un pesce gregario, è consigliabile allevarlo in gruppi, con un fondo di sabbia fine in modo tale da permettergli di trovare il cibo senza ferirsi i delicati barbigli.

## Specie

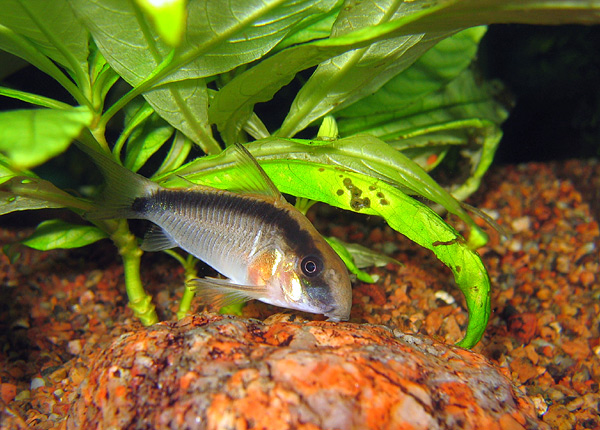
Corydoras arcuatus

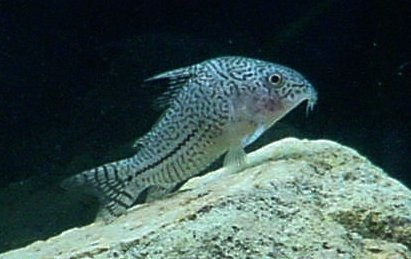
Corydoras haraldschultzi

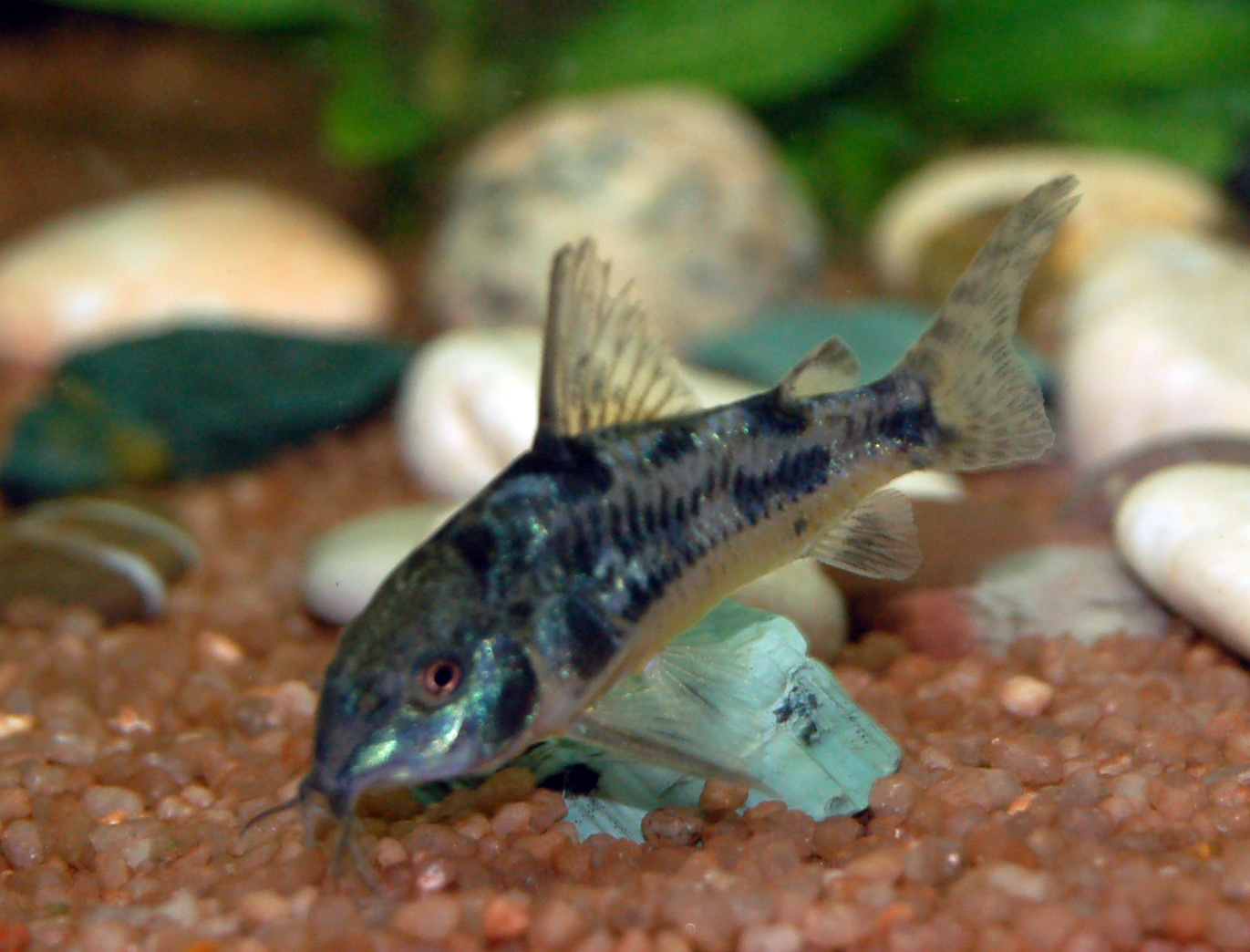
Corydoras paleatus

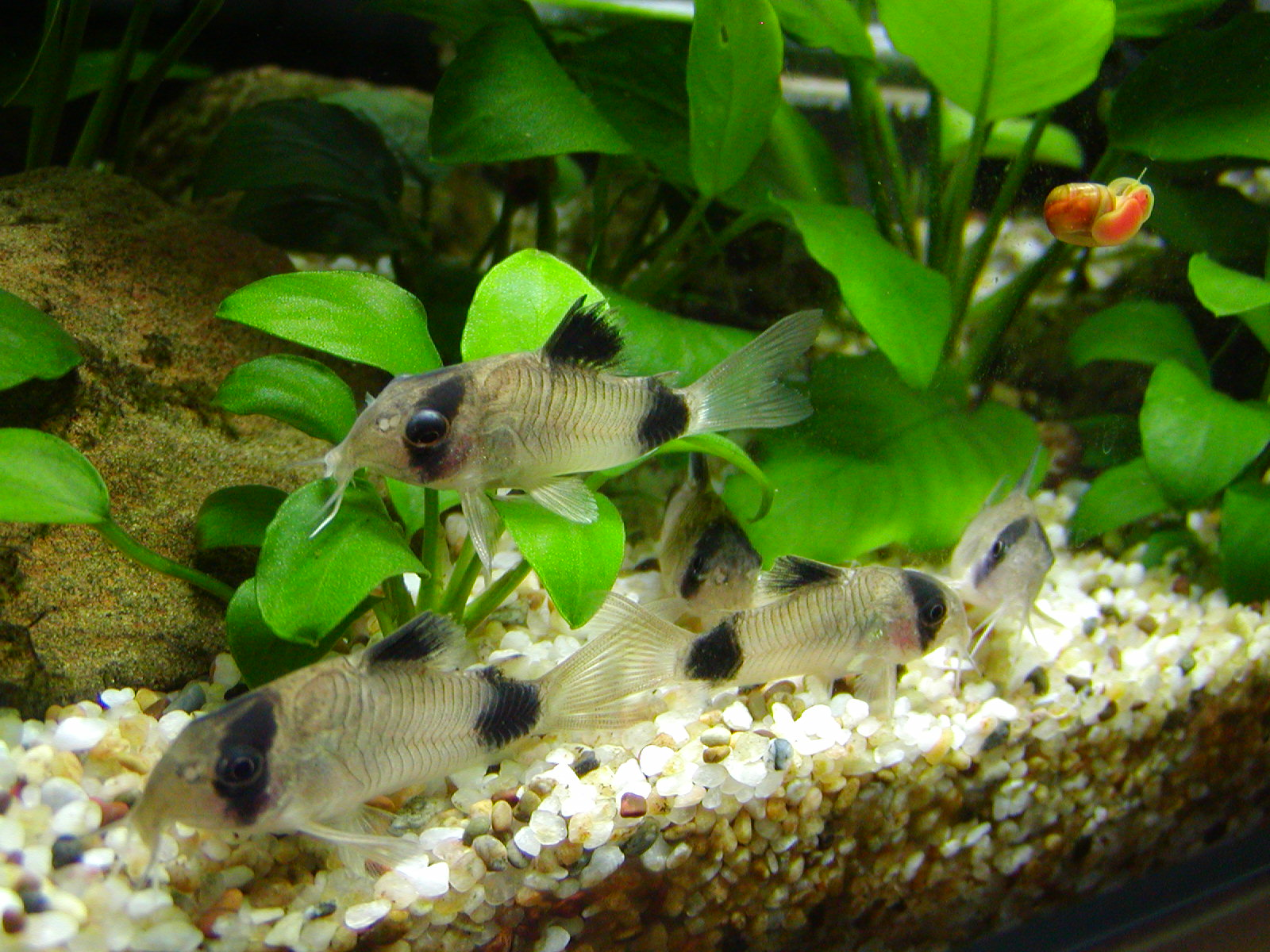
Corydoras panda

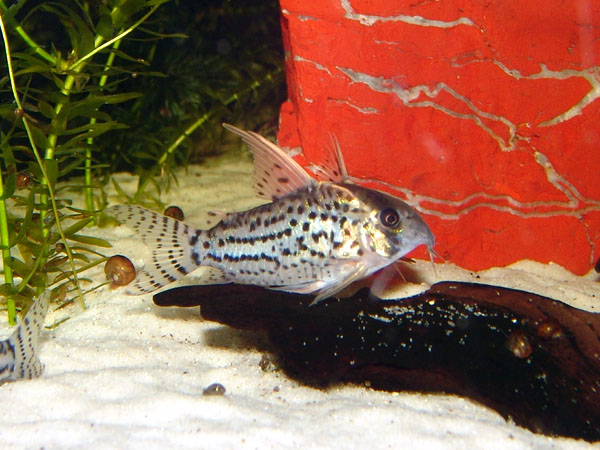
Corydoras schwartzi

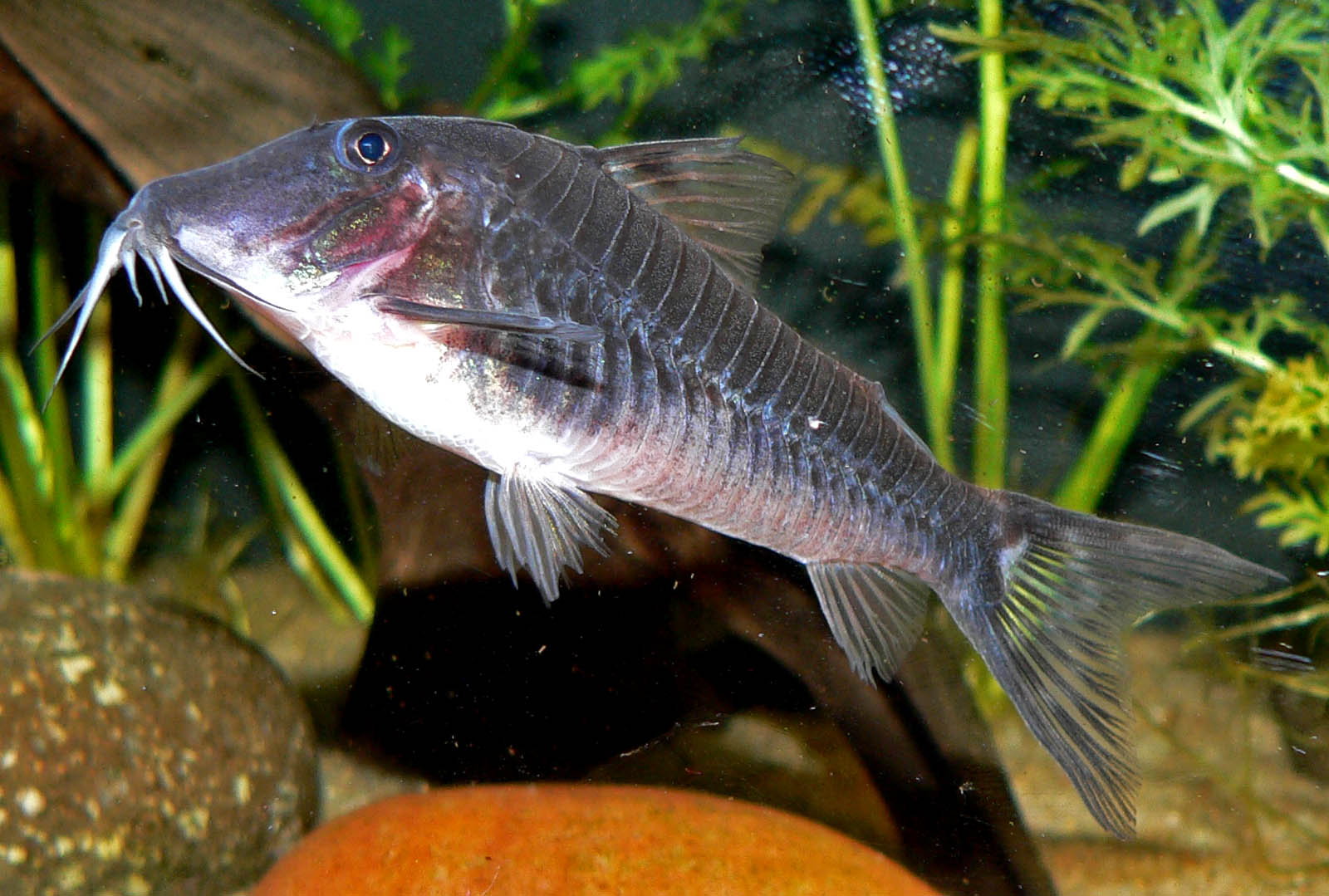
Corydoras semiaquilus

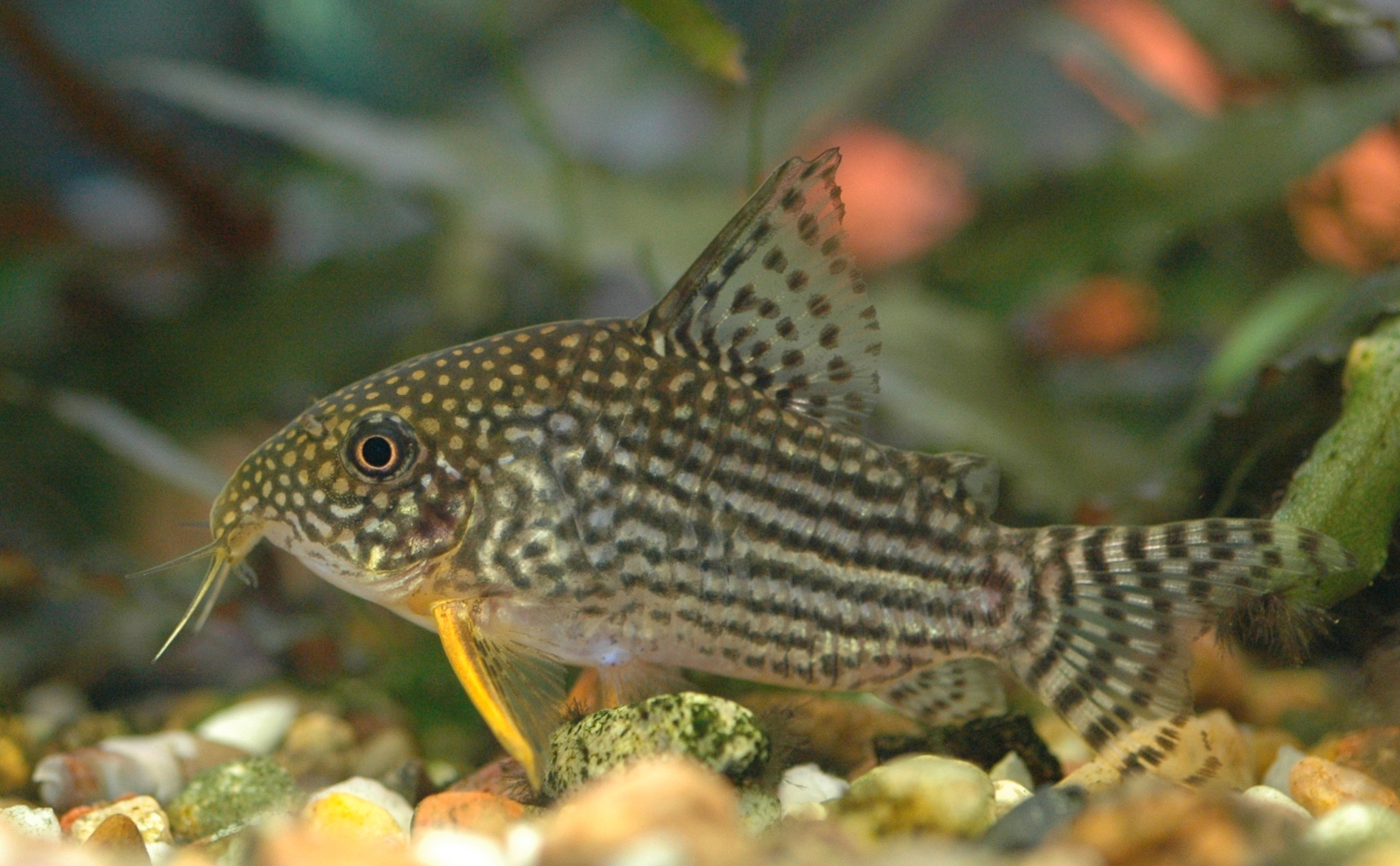
Corydoras sterbai

- Corydoras acrensis
- Corydoras acutus
- Corydoras adolfoi
- Corydoras aeneus
- Corydoras agassizii
- Corydoras albolineatus
- Corydoras amandajanea
- Corydoras amapaensis
- Corydoras ambiacus
- Corydoras amphibelus
- Corydoras approuaguensis
- Corydoras araguaiaensis
- Corydoras arcuatus
- Corydoras areio
- Corydoras armatus
- Corydoras atropersonatus
- Corydoras aurofrenatus
- Corydoras axelrodi
- Corydoras baderi
- Corydoras bicolor
- Corydoras bifasciatus
- Corydoras bilineatus
- Corydoras blochi
- Corydoras boehlkei
- Corydoras boesemani
- Corydoras bondi
- Corydoras breei
- Corydoras brevirostris
- Corydoras burgessi
- Corydoras carlae
- Corydoras caudimaculatus
- Corydoras cervinus
- Corydoras cochui
- Corydoras concolor
- Corydoras condiscipulus
- Corydoras copei
- Corydoras coppenamensis
- Corydoras coriatae
- Corydoras crimmeni
- Corydoras cruziensis
- Corydoras crypticus
- Corydoras davidsandsi
- Corydoras delphax
- Corydoras difluviatilis
- Corydoras diphyes
- Corydoras duplicareus
- Corydoras ehrhardti
- Corydoras elegans
- Corydoras ellisae
- Corydoras ephippifer
- Corydoras eques
- Corydoras esperanzae
- Corydoras evelynae
- Corydoras filamentosus
- Corydoras flaveolus
- Corydoras fowleri
- Corydoras garbei
- Corydoras geoffroy
- Corydoras geryi
- Corydoras gomezi
- Corydoras gossei
- Corydoras gracilis
- Corydoras griseus
- Corydoras guapore
- Corydoras guianensis
- Corydoras habrosus
- Corydoras haraldschultzi
- Corydoras hastatus
- Corydoras heteromorphus
- Corydoras imitator
- Corydoras incolicana
- Corydoras julii
- Corydoras kanei
- Corydoras lacerdai
- Corydoras lamberti
- Corydoras latus
- Corydoras leopardus
- Corydoras leucomelas
- Corydoras loretoensis
- Corydoras loxozonus
- Corydoras maculifer
- Corydoras mamore
- Corydoras melanistius
- Corydoras melanotaenia
- Corydoras melini
- Corydoras metae
- Corydoras micracanthus
- Corydoras multimaculatus
- Corydoras nanus
- Corydoras napoensis
- Corydoras narcissus
- Corydoras nattereri
- Corydoras nijsseni
- Corydoras oiapoquensis
- Corydoras ornatus
- Corydoras orphnopterus
- Corydoras osteocarus
- Corydoras ourastigma
- Corydoras oxyrhynchus
- Corydoras paleatus
- Corydoras panda
- Corydoras pantanalensis
- Corydoras parallelus
- Corydoras pastazensis
- Corydoras pinheiroi
- Corydoras polystictus
- Corydoras potaroensis
- Corydoras prionotos
- Corydoras pulcher
- Corydoras punctatus
- Corydoras pygmaeus
- Corydoras rabauti
- Corydoras reticulatus
- Corydoras reynoldsi
- Corydoras robineae
- Corydoras robustus
- Corydoras sanchesi
- Corydoras saramaccensis
- Corydoras sarareensis
- Corydoras schwartzii
- Corydoras semiaquilus
- Corydoras septentrionalis
- Corydoras serratus
- Corydoras seuss
- Corydoras similis
- Corydoras simulatus
- Corydoras sipaliwini
- Corydoras sodalis
- Corydoras solox
- Corydoras spectabilis
- Corydoras spilurus
- Corydoras steindachneri
- Corydoras stenocephalus
- Corydoras sterbai
- Corydoras surinamensis
- Corydoras sychri
- Corydoras treitlii
- Corydoras trilineatus
- Corydoras tukano
- Corydoras undulatus
- Corydoras virginiae
- Corydoras vittatus
- Corydoras weitzmani
- Corydoras xinguensis
- Corydoras zygatus